# Beckstedter Bach
Der Beckstedter Bach ist ein Fließgewässer in der Gemeinde Colnrade in der Samtgemeinde Harpstedt im Landkreis Oldenburg in Niedersachsen.
Der etwa 5 km lange Bach hat seine Quelle südwestlich des Fleckens Harpstedt. Er fließt zunächst in nördlicher und dann in westlicher Richtung südlich von Beckstedt, dem für den Bach namengebenden Ortsteil von Colnrade. Die Mündung in die Hunte liegt etwa 1 km nördlich von Colnrade.
Im Winter 2017/2018 wurde der Beckstedter Bach im unteren Bereich durch den Fischereiverein Colnrade renaturiert. Der neue etwa 70 Zentimeter tiefe Bachlauf wurde durch Mäander verlängert. Zugleich fließt das Wasser schneller und es lagert sich weniger Sand ab, da das rund 800 Meter neue Teilstück schmaler als bisher ist. Nach dem Durchstich in die Hunte wurde der Bachzulauf zum Altarm stillgelegt.